# Dunkler Katzenhai
Der Dunkle Katzenhai (Haploblepharus pictus), im englischen Sprachraum als „dark shyshark“ oder „pretty happy“ bekannt, ist eine Art aus der Familie der Pentanchidae, die endemisch in den gemäßigt-warmen Gewässern vor der Küste Südafrikas und des südlichen Namibias lebt. Der bodenlebende Hai lebt in flachen Küstengebieten bevorzugt auf sandigen Untergründen.
Die Haie erreichen eine Körperlänge von etwa 60 Zentimeter. Er ist kompakt gebaut und besitzt einen breiten, abgeflachten Kopf mit einer abgerundeten Schnauze. Er ist durch sieben dunkel eingerahmte, braune Sattelflecken und großen weißen Flecken ausgestattet. Bei Bedrohung rollt er sich – ebenso wie andere Arten der Gattung – zu einem Ring ein und bedeckt seine Augen mit dem Schwanz. Er ernährt sich vor allem von kleineren Knochenfischen, Krebsen und Weichtieren.

## Merkmale

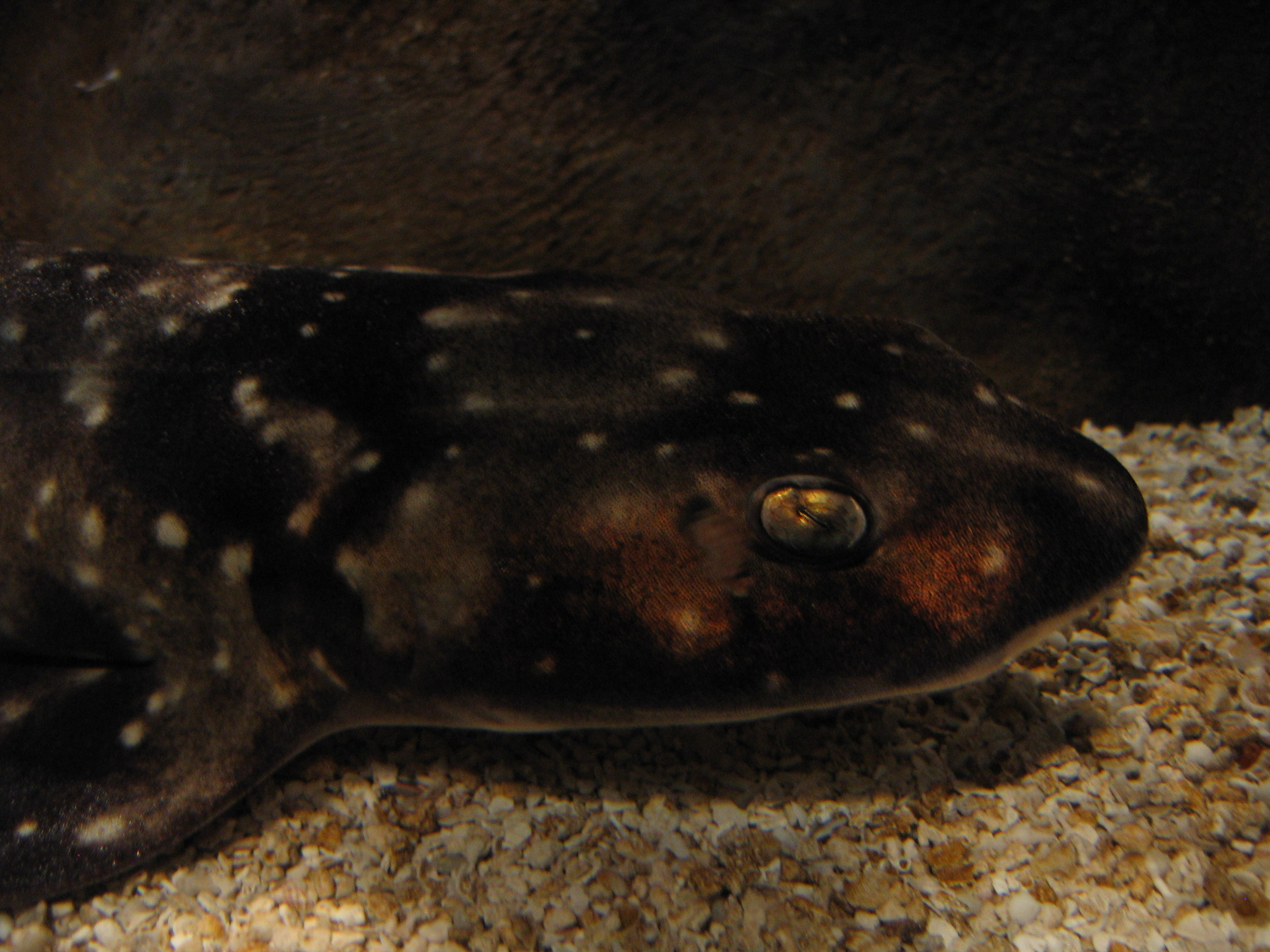
Der Dunkle Katzenhai hat einen breiten, abgeflachten Kopf mit katzenartigen Augen.

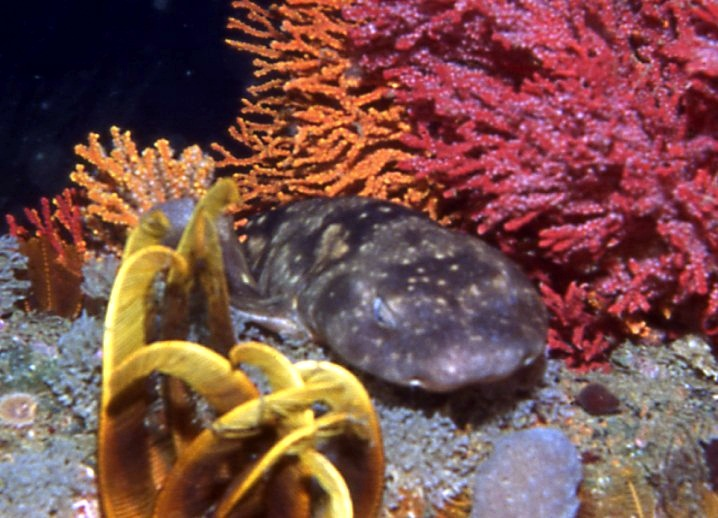
Der Dunkle Katzenhai lebt auf und nahe dem Meeresboden.

Der Dunkle Katzenhai erreicht eine Maximallänge von etwa 60 Zentimetern und hat einen kompakten Körper mit einem kurzen und breiten Kopf. Die Schnauze ist dorsal abgeflacht, im Vergleich zum Puffotter-Katzenhai, mit dem dieser Hai oft verwechselt wird, ist sie breiter und stärker abgerundet. Die Rückenfärbung ist gelblich braun mit verstreuten weißen Flecken und sieben dunkleren Sattelflecken, die anders als beim Puffotter-Katzenhai nicht dunkel umrandet sind. Die Bauchseite ist weiß. Einzelne Individuen sind sehr dunkel, wodurch die Zeichnung nur undeutlich oder gar nicht mehr erkennbar ist.
Die Augen sind groß und oval mit einer rudimentär ausgebildeten Nickhaut eine prominente Erhöhung unterhalb des Auges. Die Nasenlöcher sind sehr groß und besitzen vorn jeweils ein Paar stark vergrößerter, dreieckiger Hautlappen, die zusammengewachsen sind und bis zum Mund reichen. Eine tiefe Grube verbindet die Ausflussöffnung der Nasenlöcher mit dem Mund, verdeckt von den Nasallappen. Die Mundöffnung ist kurz und besitzt Furchen in den Mundwinkeln. Die Zähne haben eine Zentralspitze sowie zwei kleinere Seitenspitzen.
Die fünf Kiemenspalten sind auf die Körperoberseite verlagert. Die Rücken-, Bauch- und Analflossen haben etwa die gleiche Größe. Die Rückenflossen setzen sehr weit hinten am Körper an, wobei die erste Rückenflosse über dem letzten Drittel der Bauchflosse und die zweite Rückenflosse über der Analflosse beginnt. Die Brustflossen sind breit und ebenfalls etwa so groß wie die Rückenflossen. Die kurze und breite Schwanzflosse umfasst etwa ein Fünftel der Körperlänge und hat eine tiefe Kerbe in der Nähe der Spitze des oberen Lobus und einen kaum entwickelten unteren Lobus. Die Haut ist dick und von stark verkalkten, blattförmigen Placoidschuppen bedeckt.

## Verbreitung und Lebensraum

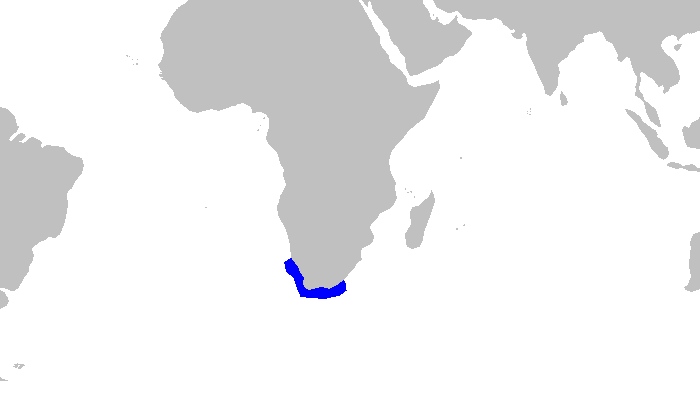
Verbreitungsgebiet des Dunklen Katzenhais

Das Verbreitungsgebiet des Dunklen Katzenhais beschränkt sich auf den Küstenbereich des südlichen Afrikas von Lüderitz im südlichen Namibia bis East London in der Provinz Ostkap, Südafrika. Das Gebiet ist weitgehend getrennt von dem Verbreitungsgebiet des Puffotter-Katzenhais (H. edwardsii) mit Ausnahme der False Bay, Südafrika, wo sich beide Verbreitungsgebiete überlappen. Im Bereich Kapstadts ist der Dunkle Katzenhai seltener als der Puffotter-Katzenhai, während sich die Individuendichte nach Westen erhöht und die des Puffotter-Katzenhais abnimmt. Mit dem Verbreitungsgebiet des Braunen Katzenhais (H. fuscus) gibt es nach derzeitigem Kenntnisstand keine Überschneidung.
Der bodenlebende Hai kommt im gemäßigt-warmen Küstengewässern vor allem in Bereichen des Kontinentalschelfs in Tiefen bis etwa 35 Metern mit sandigem, teilweise auch steinigem Boden im Bereich von Riffen und Tangwäldern vor.

## Lebensweise

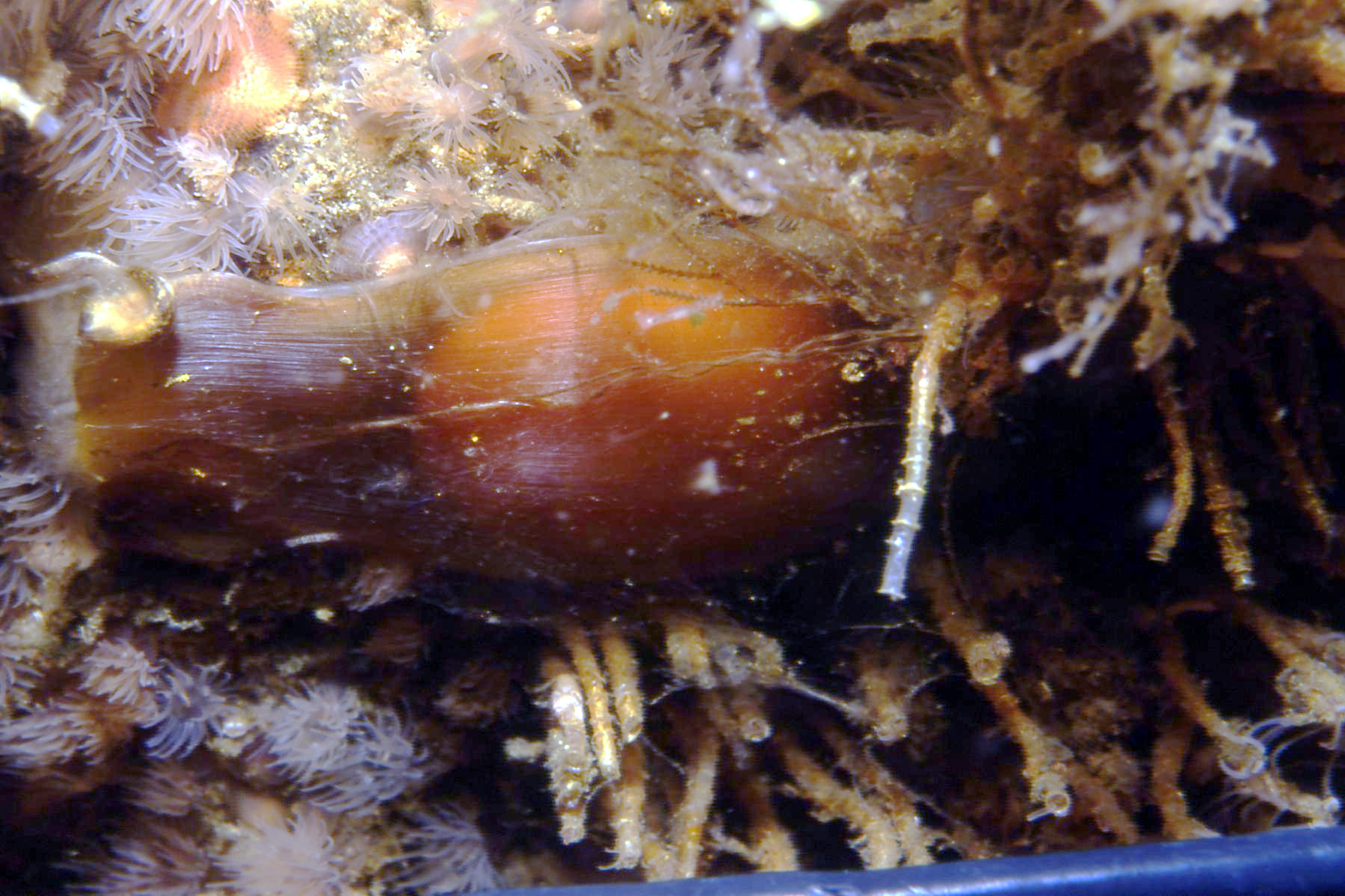
Eikapsel des Dunklen Katzenhais

Der Dunkle Katzenhai ernährt sich vor allem von bodenlebenden Krebstieren, Knochenfischen und Weichtieren, wobei der Anteil der Krebstiere an der Ernährung mit dem Alter der Haie steigt. Außerdem frisst er Meereswürmer, Stachelhäuter und andere Wirbellose.
Als Fressfeinde des Dunklen Katzenhais kommen vor allem größere Fische und Haie seines Verbreitungsgebiets in Frage, beispielsweise der Breitnasen-Siebenkiemerhai (Notorynchus cepedianus). Auch Meeressäuger wie die im Bereich der südafrikanischen Küste lebenden Südafrikanischen Seebären (Arctocephalus pusillus) stellen potentielle Fressfeinde dar. Bei Bedrohung oder Störung nimmt der Dunkle Katzenhai eine charakteristische Stellung ein, bei der er sich zusammenrollt und die Augen mit dem Schwanz überdeckt. Es wird angenommen, dass der Hai auf diese Weise für einen potenziellen Angreifer schwieriger zu schlucken ist.  Zu den bekannten Parasiten des Dunklen Katzenhais zählen beispielsweise der zu den Trypanosomen gehörende Einzeller Trypanosoma haploblephari, der im Blut der Haie nachgewiesen werden kann.
Der Dunkle Katzenhai ist eierlegend (ovipar), wobei die Weibchen die Eier paarweise an Vertikalstrukturen wie etwa Seefächern ablegen. Die Fortpflanzung erfolgt im gesamten Jahr und es gibt keine abgrenzbare Brutsaison. Die Eikapseln sind bräunlich und haben eine Länge von etwa 6 Zentimetern bei einer Breite von etwa 3 Zentimetern. Die Entwicklungszeit beträgt etwa dreieinhalb Monate bevor die Junghaie mit einer Körperlänge von etwa 11 Zentimeter schlüpfen. In Gefangenschaft wurde dokumentiert, dass die Eier von Meeresschnecken der Familie Buccinidae, vor allem von Burnupena papyracea und B. lagenaria, angefressen werden, die den Dotter fressen.
Die Männchen erreichen ihre Geschlechtsreife nach geschätzten 15 Jahren bei einer Länge von etwa 50 Zentimeter, Weibchen mit einer Länge von 49 Zentimeter.

## Evolution und Systematik
Der Dunkle Katzenhai wurde von den deutschen Biologen Johannes Müller und Jakob Henle als Scyllium pictum  1838 in ihrer Systematischen Beschreibung der Plagiostomen erstbeschrieben. Die Namensgebung erfolgte entsprechend dem lateinischen pictum für „gemalt“ aufgrund der auffälligen Ornamentierung des Hais. Später wurde der Hai in die 1913 von Samuel Garman neu geschaffene Gattung Haploblepharus überstellt.
Durch eine molekularbiologische Untersuchung auf der Basis von drei Genen der mitochondrialen DNA wurde festgestellt, dass der Puffotter-Katzenhai die ursprünglichste Art seiner Gattung darstellt. Der Dunkle Katzenhai und der Braune Katzenhai (H. fuscus) stellen nach dieser Untersuchung Schwesterarten dar, der Natal-Katzenhai wurde in dieser Untersuchung nicht betrachtet.
|      | Puffotter-Katzenhai (H. edwardsii)                                                              |
|      |                                                                                                 |
| N.N. | \| \| Dunkler Katzenhai (H. pictus) \| \| \| \| \| \| Brauner Katzenhai (H. fuscus) \| \| \| \| |
|      | \| \| Dunkler Katzenhai (H. pictus) \| \| \| \| \| \| Brauner Katzenhai (H. fuscus) \| \| \| \| |
|      | Dunkler Katzenhai (H. pictus)                                                                   |
|      |                                                                                                 |
|      | Brauner Katzenhai (H. fuscus)                                                                   |
|      |                                                                                                 |

|  | Dunkler Katzenhai (H. pictus) |
|  |                               |
|  | Brauner Katzenhai (H. fuscus) |
|  |                               |

## Beziehung zum Menschen
Der Dunkle Katzenhai ist für den Menschen harmlos und aufgrund seiner geringen Größe für den kommerziellen Fischfang nicht von Interesse, wird jedoch regelmäßig als Beifang gefangen und entsorgt. Außerdem werden viele der Haie von Anglern vom Ufer gefangen und ebenfalls getötet und entsorgt. Eine Einstufung der International Union for Conservation of Nature (IUCN) für diese Art liegt nicht vor. Die Art ist innerhalb ihres Verbreitungsgebiets offensichtlich nicht selten. Da dieses jedoch sehr klein ist und sich in einem stark befischten Gebiet befindet, könnte eine Zunahme der Fischerei oder ein Rückgang der Lebensräume einen potenziell starken Effekt auf die Gesamtpopulation haben.

## Belege
1. 1 2  Heemstra, E. and P. Heemstra: Coastal Fishes of Southern Africa. NISC and SAIAB, 2004, ISBN 1-920033-01-7, S. 67 (englisch).
2. 1 2 3 4 5  Compagno, L.J.V., M. Dando and S. Fowler: Sharks of the World. Princeton University Press, 2005, ISBN 978-0-691-12072-0, S. 235–236 (englisch).
3. 1 2 3  Bester, C. Biological Profiles: Dark Shyshark. Florida Museum of Natural History Ichthyology Department. Abgerufen am 31. August 2009.
4. 1 2  Dark Shyshark Haploblepharus pictus (Memento des Originals vom 5. Oktober 2006 im Internet Archive)  Info: Der Archivlink wurde automatisch eingesetzt und noch nicht geprüft. Bitte prüfe Original- und Archivlink gemäß Anleitung und entferne dann diesen Hinweis.. Southern Underwater Research Group.
5. 1 2 3 4 5 6  Compagno, L.J.V.: Sharks of the World: An Annotated and Illustrated Catalogue of Shark Species Known to Date. Food and Agricultural Organization, Rom 1984, ISBN 92-5101384-5, S. 335 (englisch).
6. 1 2 3  Dainty, A.M. (2002). Biology and ecology of four catshark species in the southwestern Cape, South Africa. M.Sc. thesis, University of Cape Town.
7. ↑  Ebert, D.A.: Diet of the seven gill shark Notorynchus cepedianus in the temperate coastal waters of southern Africa. In: South African Journal of Marine Science. 11. Jahrgang, Nr. 1, Dezember 1991, S. 565–572 (englisch).
8. ↑  Yeld, E.M. and N.J. Smit: A new species of Trypanosoma (Kinetoplastida: Trypanosomatidae) infecting catsharks from South Africa. In: Journal of the Marine Biological Association of the United Kingdom. 86. Jahrgang, Nr. 4, 2006, S. 829–833 (englisch).
9. ↑  Smith, C. and C. Griffiths: Shark and skate egg-cases cast up on two South African beaches and their rates of hatching success or causes of death. In: South African Journal of Zoology. 32. Jahrgang, 1997, S. 112–117 (englisch).
10. ↑  Human, B.A., E.P. Owen, L.J.V. Compagno and E.H. Harley: Testing morphologically based phylogenetic theories within the cartilaginous fishes with molecular data, with special reference to the catshark family (Chondrichthyes; Scyliorhinidae) and the interrelationships within them. In: Molecular Phylogenetics and Evolution. 39. Jahrgang, Nr. 2, Mai 2006, S. 384–391, doi:10.1016/j.ympev.2005.09.009, PMID 16293425 (englisch).